# Монастырь Хневанк
Монастырь Хневанк (арм. Հնեվանք) —  монастырь близ селения Куртан Лорийской области Армении. Находится на правом берегу реки Дзорагет в 40 км от Степанавана.
Монастырь был сооружён в VII веке, а в XII веке перестроен в стиле армяно-халкидонской архитектуры того времени. В настоящее время находится на реставрации.

## Галерея

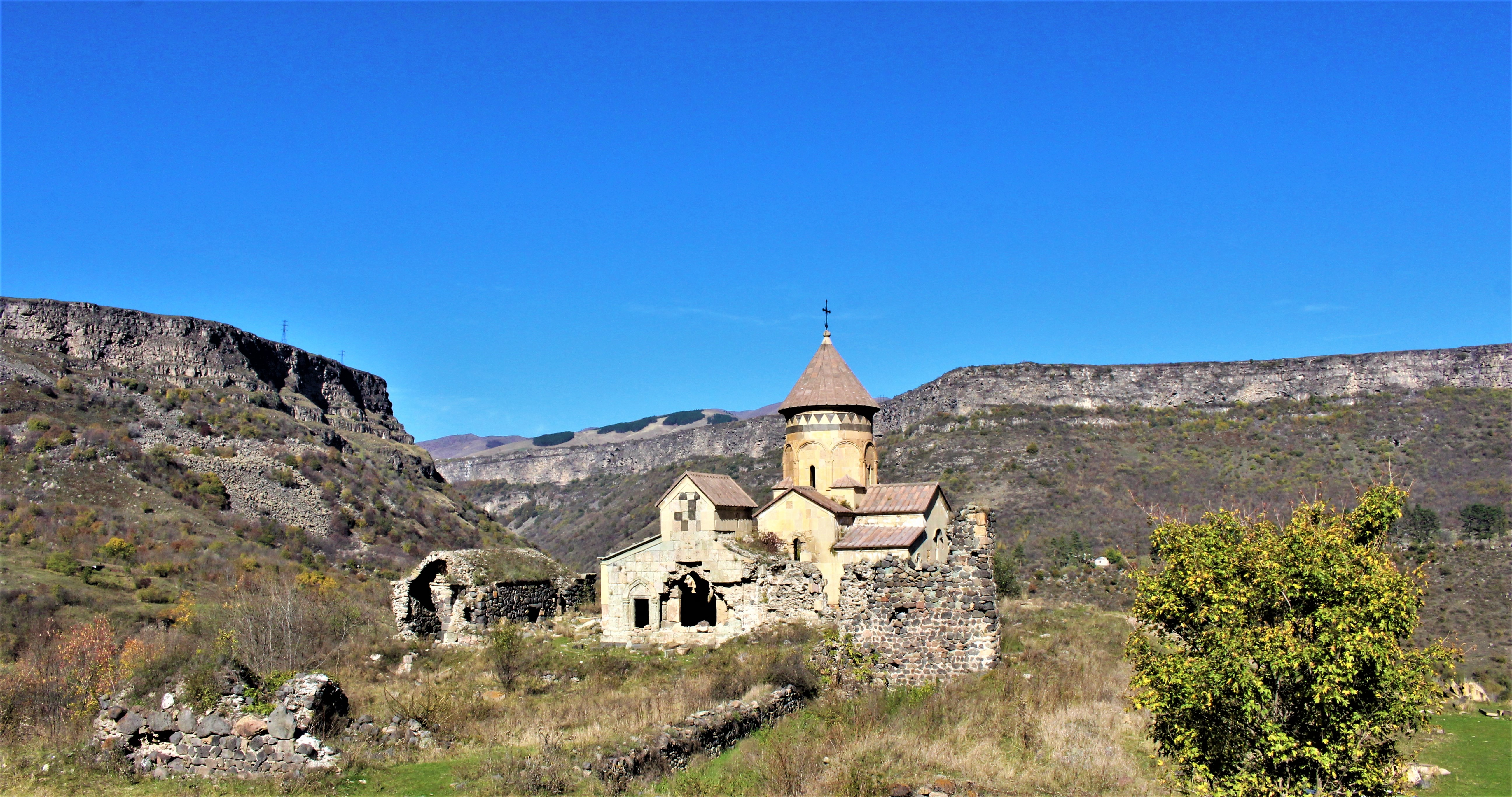
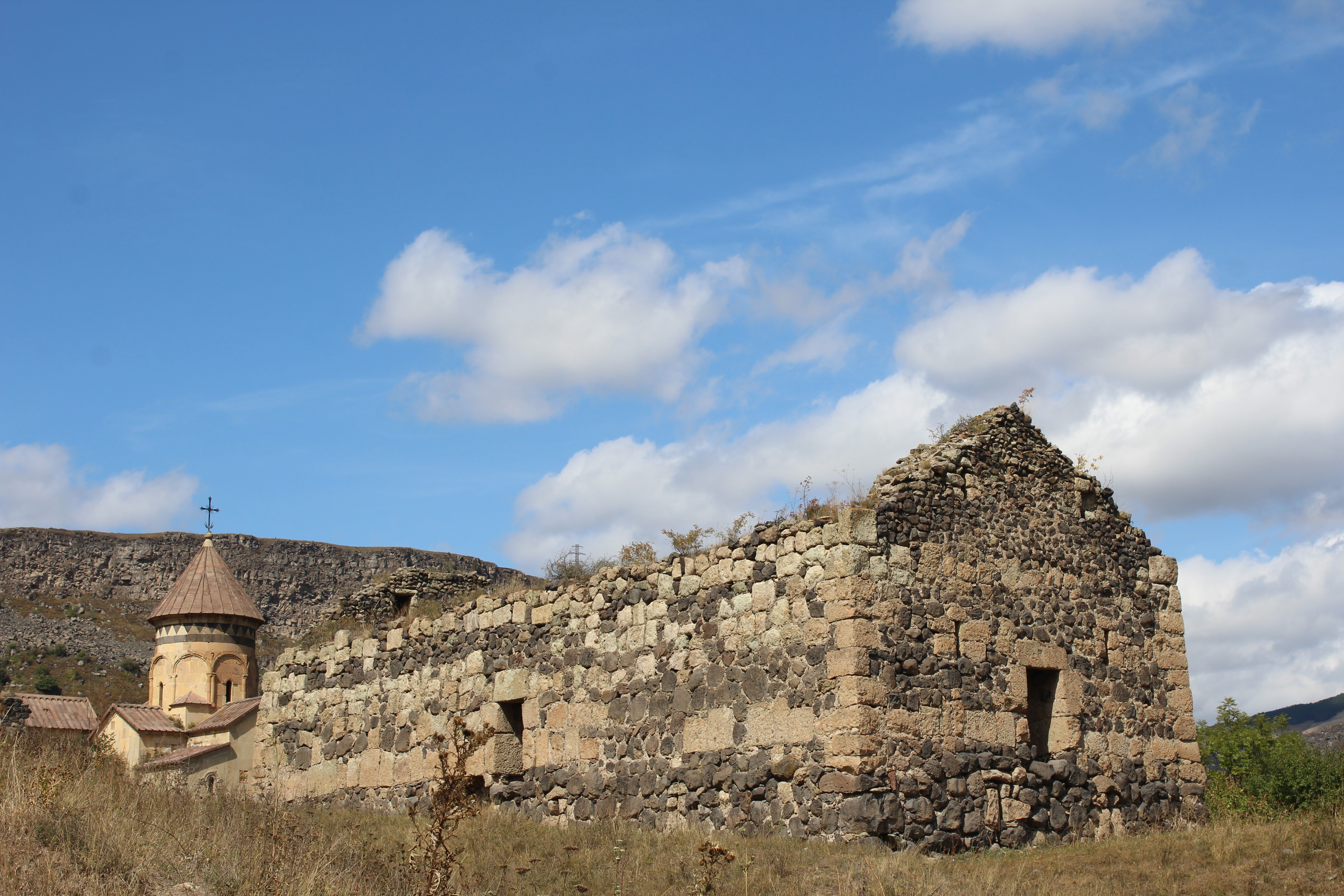
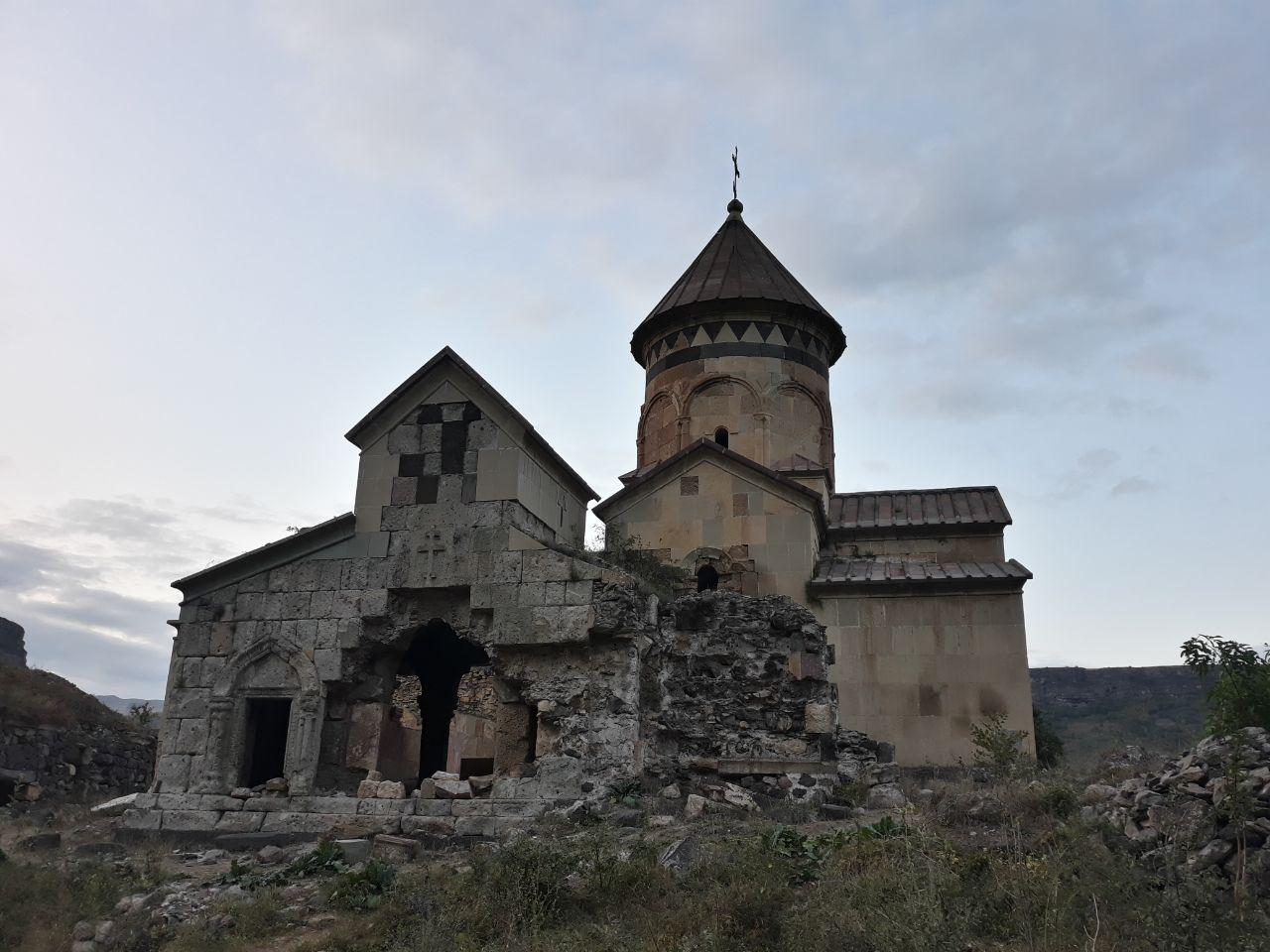
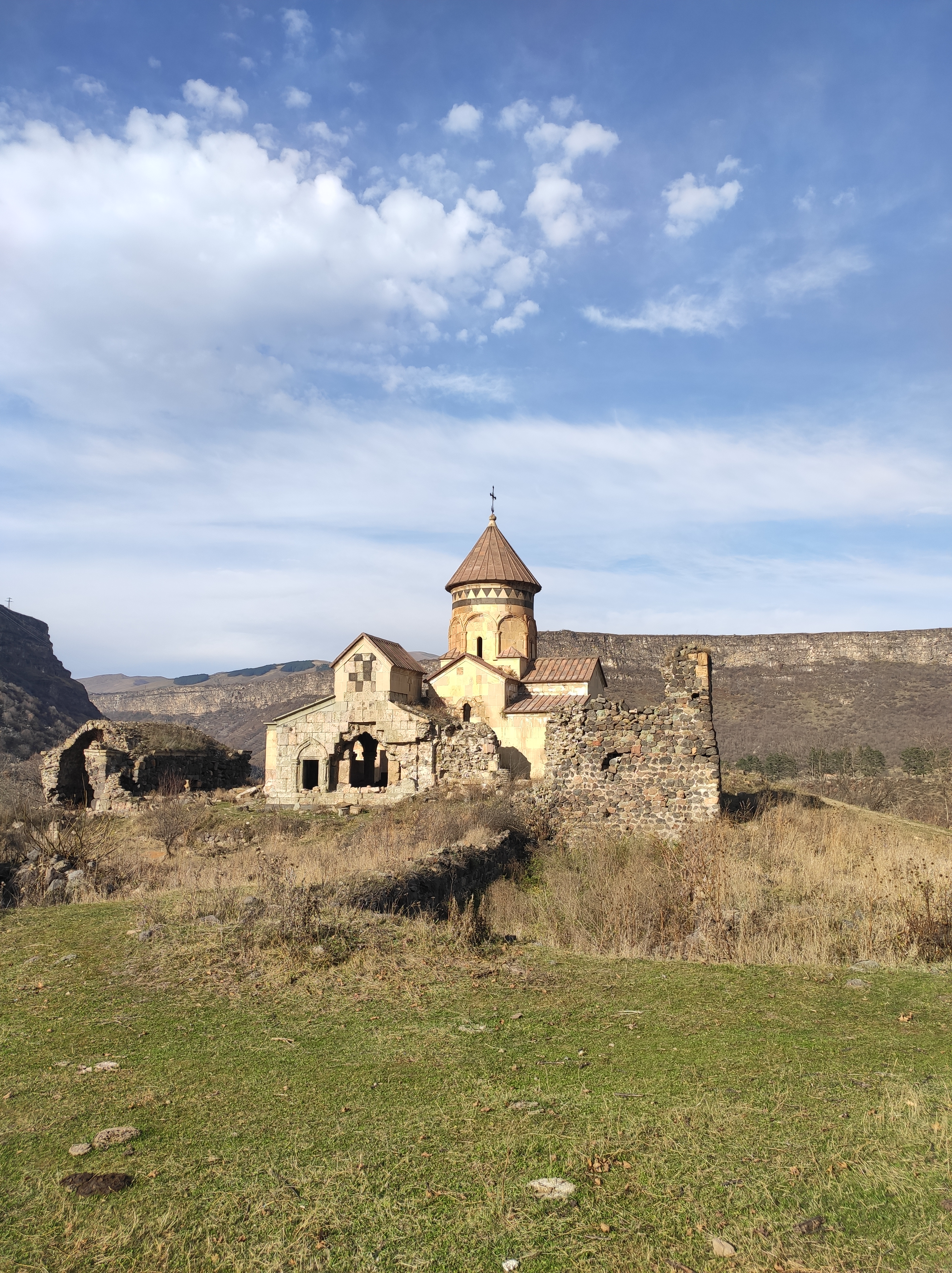
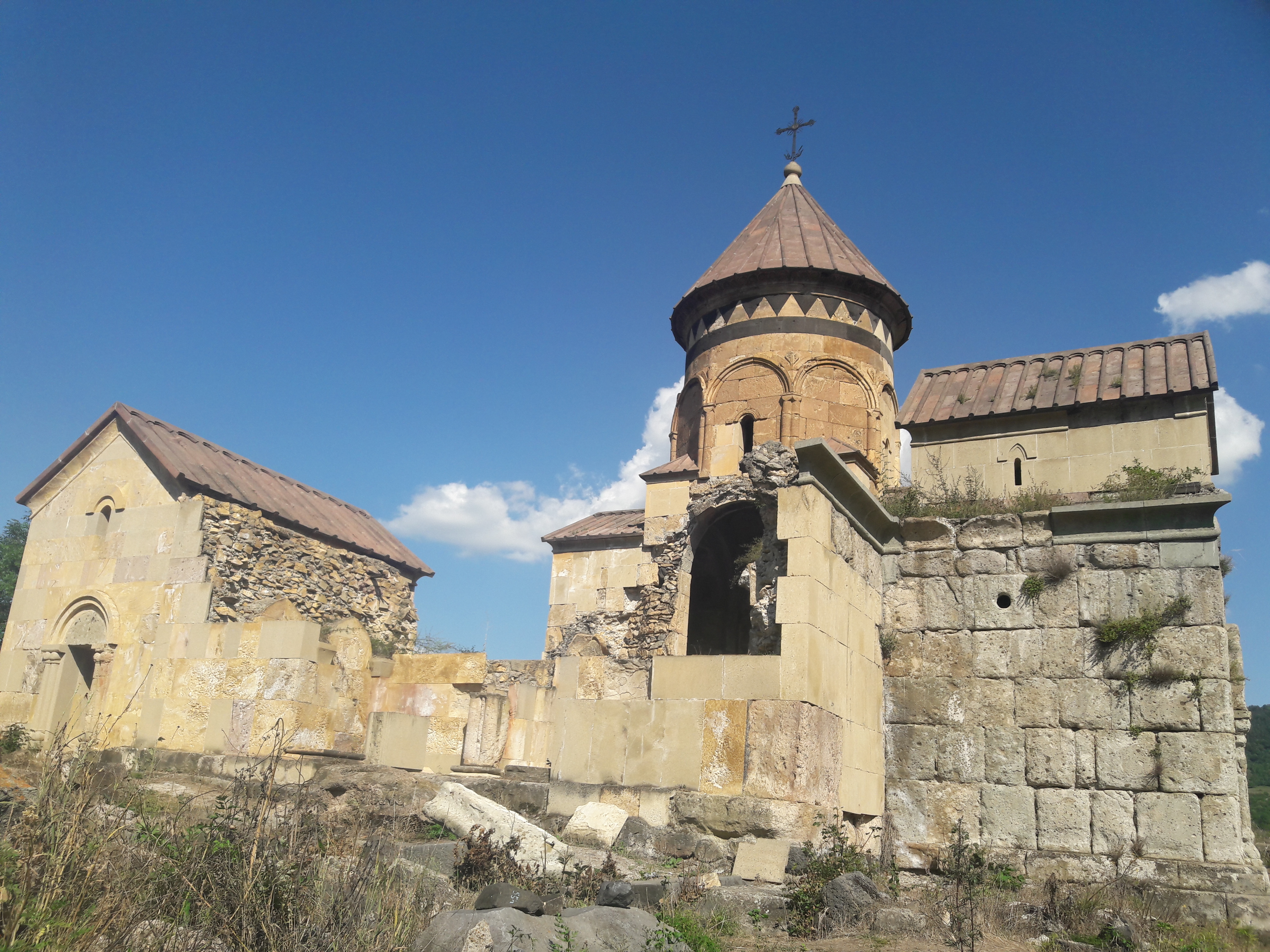
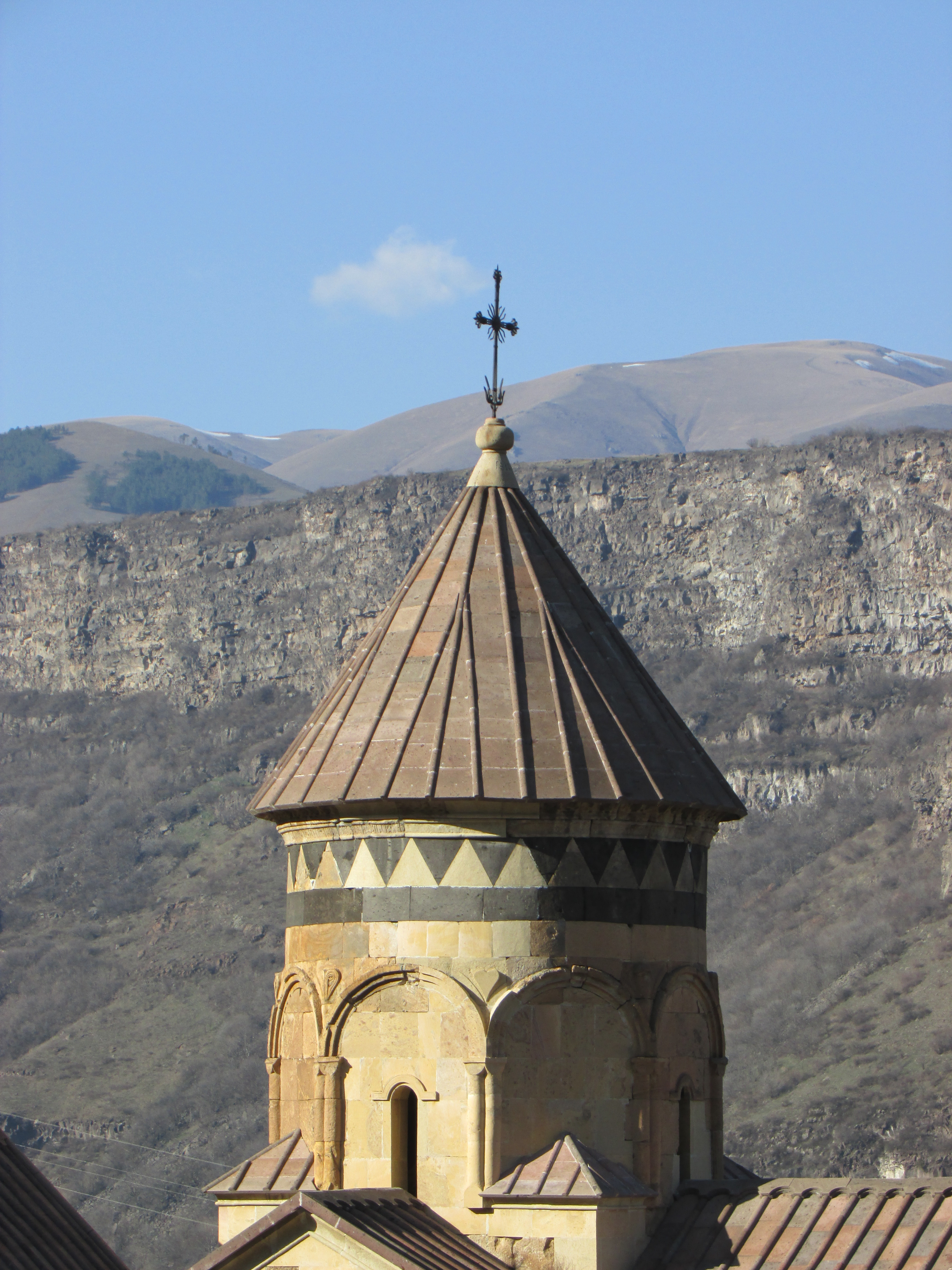
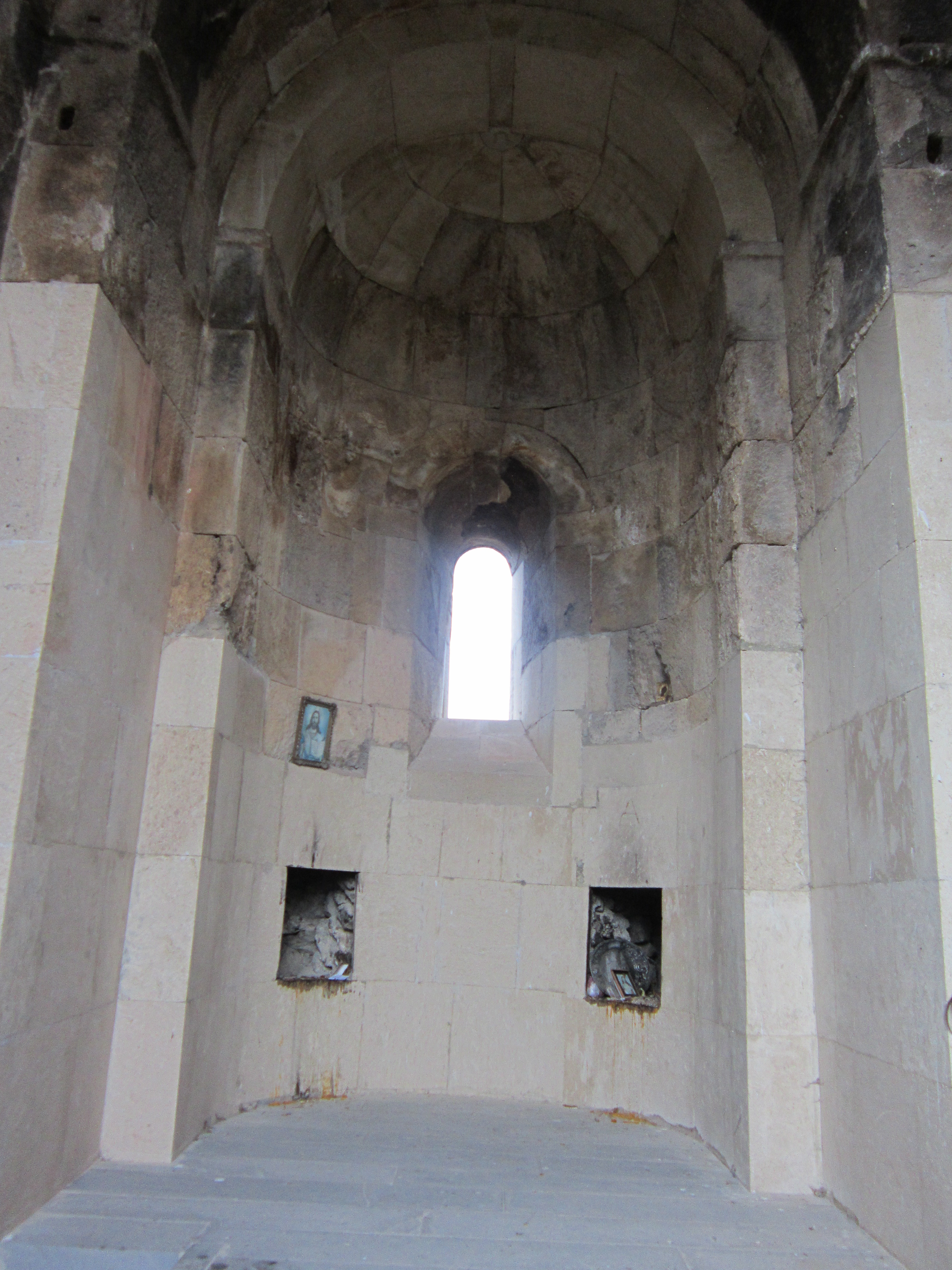
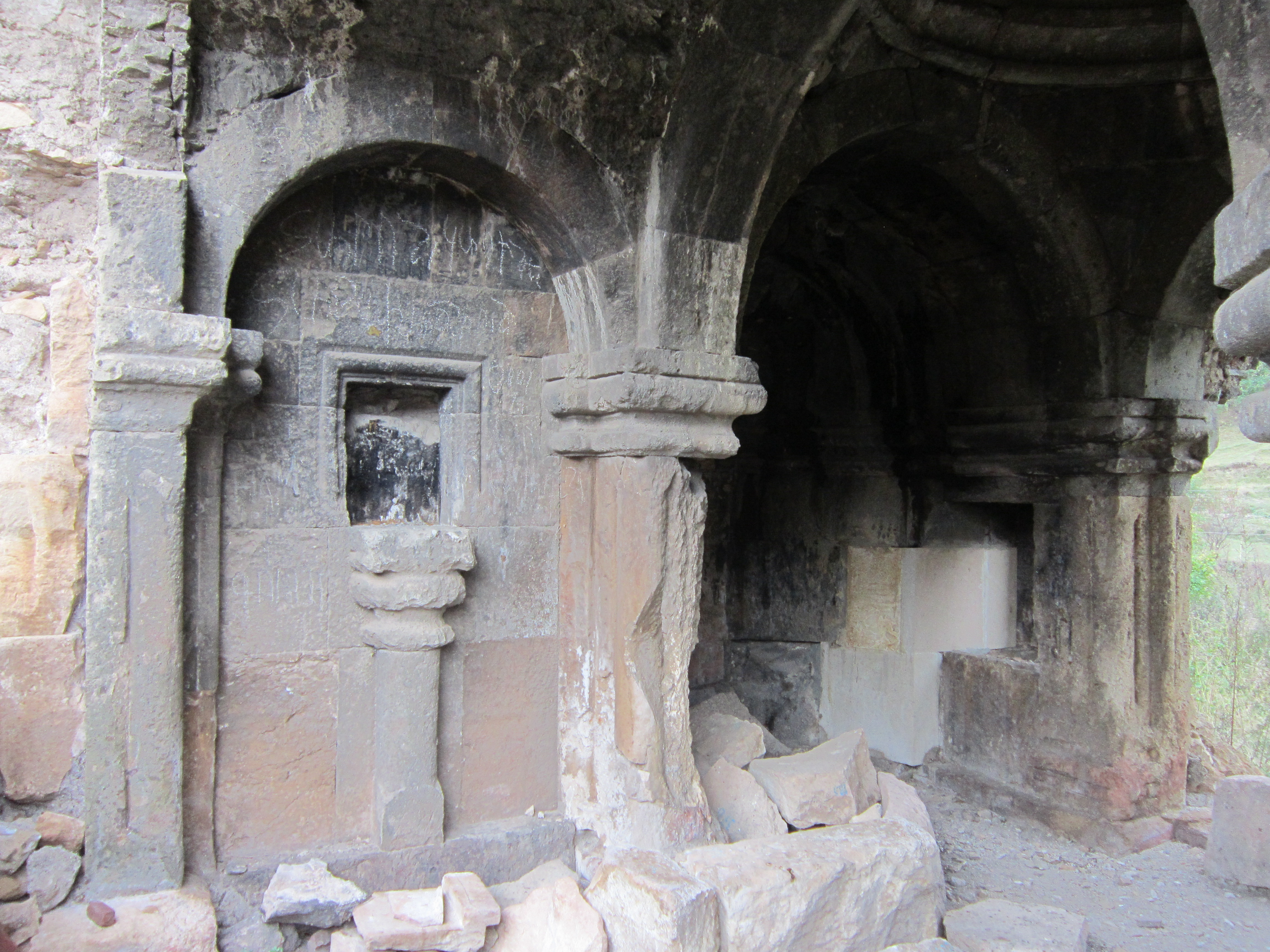
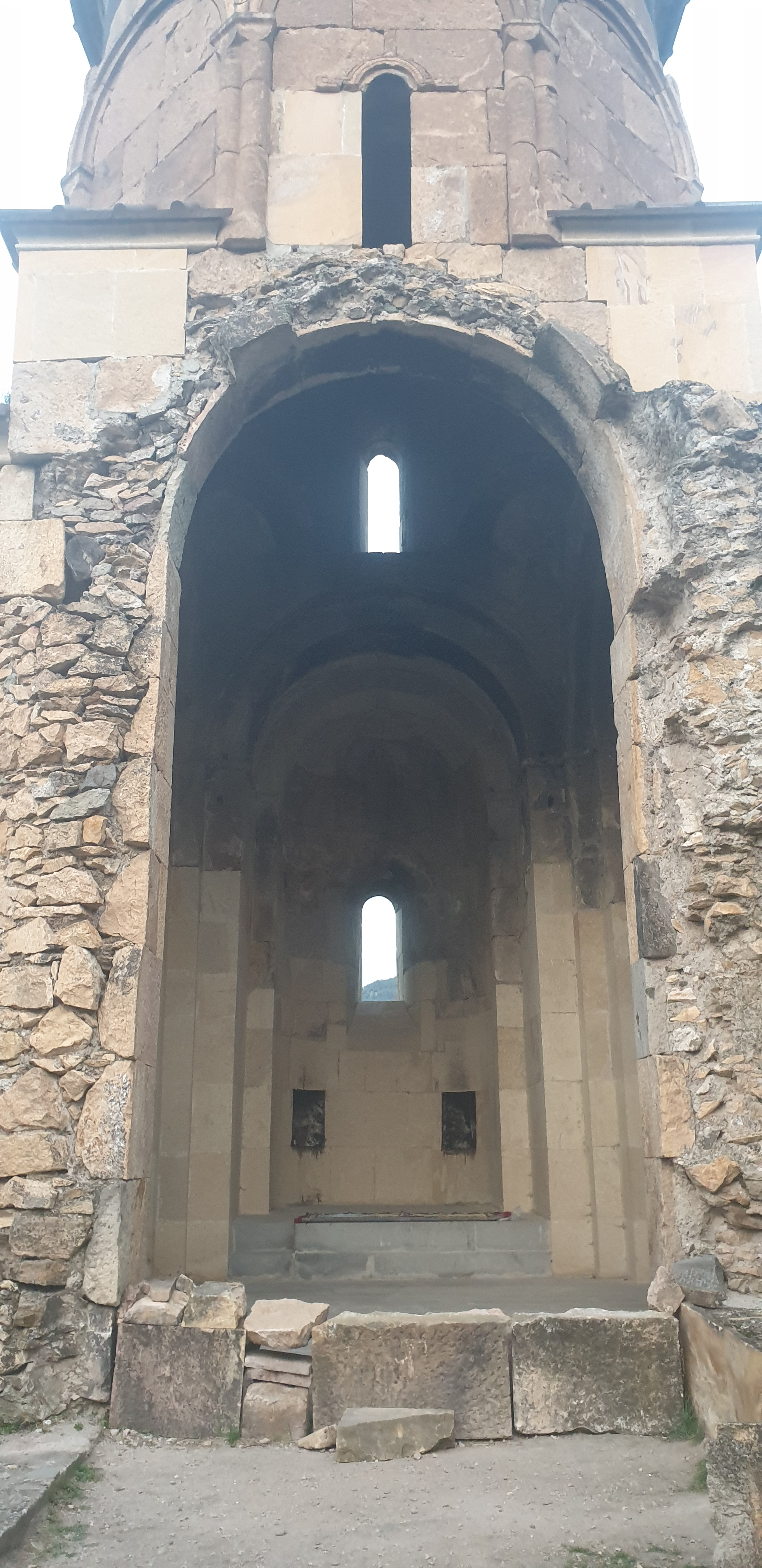